# Scioglimento del sistema Bell
     Pacific Telesis
     US West
     Ameritech
     Southwestern Bell Corporation
     BellSouth
     Bell Atlantic
     NYNEX
     Southern New England Telephone
     Cincinnati Bell

Situazione delle telecomunicazioni negli Stati Uniti immediatamente dopo lo scioglimento del Bell System nel 1984
Pacific Telesis
US West
Ameritech
Southwestern Bell Corporation
BellSouth
Bell Atlantic
NYNEX
Southern New England Telephone
Cincinnati Bell

Lo scioglimento del sistema Bell fu ordinato l'8 gennaio 1982 da una sentenza che prevedeva che la AT&T Corporation, come inizialmente proposto da AT&T stessa, rinunciasse al controllo delle Bell Operating Companies, che fino a quel momento avevano fornito il servizio telefonico locale negli Stati Uniti e Canada. Ciò  effettivamente cancellò il monopolio controllato dalla compagnia e lo divise in società completamente separate che avrebbero continuato a fornire servizi telefonici. AT&T continuò infatti a essere un fornitore di servizi a lunga distanza, mentre le Regional Bell Operating Companies, da quel momento in poi indipendenti, avrebbero fornito servizi locali e non sarebbero state più direttamente provviste di apparecchiature della Western Electric, azienda controllata dalla AT&T.
Questo processo era stato avviato nel 1974, dal deposito da parte del Dipartimento di Giustizia degli Stati Uniti di una causa antitrust contro AT&T. AT&T era, all'epoca, l'unico fornitore di servizi telefonici in gran parte degli Stati Uniti. Inoltre, la maggior parte delle apparecchiature telefoniche della nazione era prodotta dalla sua controllata Western Electric . Questa integrazione verticale aveva portato AT&T ad avere un controllo quasi totale sulle telecomunicazioni nel paese fino al caso presentato dall'antitrust, Stati Uniti contro AT&T . Il querelante all'interno della denuncia chiese al tribunale di ordinare a AT&T di cedere la proprietà di Western Electric.
Una volta realizzato che stava per perdere la causa, AT&T propose un'alternativa: il proprio scioglimento. La proposta prevedeva di mantenere il controllo della Western Electric, delle Yellow Pages, del marchio Bell, Bell Labs e di AT&T Long Distance. Chiese inoltre di essere sollevata dagli obblighi di una sentenza del 1956 che le impediva di partecipare alla vendita di computer. In cambio, propose di rinunciare alla proprietà delle società operative locali. Quest'ultimo provvedimento, sosteneva, avrebbe raggiunto l'obiettivo del governo di creare concorrenza nella fornitura di apparecchiature telefoniche e forniture alle società operative. L'accordo fu concluso l'8 gennaio 1982, con alcune modifiche ordinate dal tribunale: le holding regionali ottennero il marchio Bell, Yellow Pages e circa la metà dei Bell Labs.
A partire dal 1 gennaio 1984, le numerose società parte del Sistema Bell furono divise in sette "società di partecipazione regionali" indipendenti, note anche come società di gestione Regional Bell Operating Companies (RBOC), o "Baby Bells". Questa cessione ridusse il valore di AT&T di circa il 70%.